# يانغ ديبيرتوان نيغارا
يانغ ديبرتوان نيغارا  هي عبارة من لغة الملايو: Yang di-Pertuan Negara، وتترجم للعربية: «القائد الأعلى»، هو لقب يطلق على الحاكم ورأس الدولة، وقد تم استخدام كلقب رسمي خلال أزمان مختلفة في كلاً من سنغافورة وبروناي.

## سنغافورة
بعد تعديلات الدستور في عام 1959 التي منحت سنغافورة حكم داخلي ذاتي تم استبدال لقب حاكم سنغافورة (مُمثل الملكة البريطانية) باللقب «يانغ ديبيرتوان نيغارا» الذي يوحي بالاستقلالية. على الرغم من أن اللقب يعني حرفياً «رئيس الدولة» لكن بحكم الدستور لم يكن سوى لقب فخري وماهو إلا تابع بحكم القانون حينها.
خلال الفترة الانتقالية بعد التغييرات الدستورية، استخدم آخر «حاكم سنغافوري تابع للملكة البريطانية» وهو السير وليام غود لقب «يانغ ديبرتوان نيغارا» في الفترة من 3 يونيو 1959 حتى 3 ديسمبر عام 1959. ثم خلفه يوسف بن إسحاق، الذي أدى اليمين في نفس اليوم الذي تم في اعتماد هوية جديدة للبلاد وتشمل العلم والشعار والنشيد الوطني.
تم الاحتفاظ باللقب حتى بعد انضمام سنغافورة لتصبح الأقليم الرابع عشر في ماليزيا وذلك عام 1963. حامل اللقلب آنذاك كان يخدم كنائب قانوني كممثل عن  يانغ دي بيرتوان أغونغ (حاكم الاتحاد الماليزي) في ماليزيا.
في 9 أغسطس 1965 انفصلت سنغافورة عن الاتحاد الماليزي لتصبح دولة مستقلة داخل الكومنولث، وفي 22 ديسمبر من نفس العام تم تعديل الدستور لتصبح البلاد جمهورية وتم تغيير لقب الحاكم إلى «الرئيس» يصبح ساري المفعول منذ تاريخ الاستقلال.
- السير وليام غود - 3 يونيو 1959 إلى 3 ديسمبر 1959 (قبله كان يسمى حاكم سنغافورة في الفترة من 1957)
- يوسف بن اسحاق - 3 ديسمبر 1959 إلى 9 أغسطس 1965 (أستبدل بعد ذلك بلقب رئيس سنغافورة حتى 1970)

## بروناي
يلقب سلطان بروناي أيضا بلقلب «يانغ دي بيرتوان نيغارا بروناي دار السلام».
اللقب الكامل لرئيس الدولة ورئيس الحكومة في بروناي:
«كيبواه دولي يانغ ماها موليا بادوكا سيري باغيندا سلطان دان يانغ ديبرتوان نيغارا بروناي دار السلام»
(Kebawah Duli Yang Maha Mulia (KDYMM) Paduka Seri Baginda Sultan dan Yang Di-Pertuan Negara Brunei Darussalam).

## صباح
في أقليم الصباح الماليزي كان يعرف حاكم صباح باللقب الرسمي «يانغ ديبرتوان نيغارا» من عام 1963. في عام 1976 تم إعطاء حاكم صباح اللقب: يانغ ديبرتوا نيغري.